# Fontibre
Fontibre és una localitat del municipi d'Hermandad de Campoo de Suso, a 3 km de la localitat de Reinosa, a Cantàbria. Se situa a l'àrea central del Valle de Campoo, a 930 m per sobre el nivell del mar. Els materials calcaris han conformat el relleu d'aquesta part central de la vall de Campoo i expliquen la formació de la font de la que ragen les aigües del riu Ebre, que no és més que el punt en què reapareix una part del cabal del riu Híjar.
El nom d'aquest nucli prové de les paraules llatines "Fontes Iberis" (fonts d'Ebre). A Fontibre es troba l'església de "San Félix" la nau romànica de la qual es remunta al segle xii.